# 金顶齿突蟾
金顶齿突蟾（学名：Scutiger chintingensis）为锄足蟾科齿突蟾属的两栖动物，是中国的特有物种。分布于四川等地，主要生活于高山区溪流附近。其生存的海拔为3050米。该物种的模式产地在四川峨眉山。